# Guerra de los Cárpatos
Su tarea era cruzar la sierra de los Cárpatos y por el camino más corto a través del desfiladero de Dukla acudir en auxilio al Levantamiento Nacional Eslovaco que había estallado contra los ocupantes nazis el 29 de agosto de 1944. 
La Operación del Dukla y de los Cárpatos no había figurado en los planes de los mandos militares soviéticos. Ellos estaban concentrando todas las fuerzas militares en dos direcciones estratégicas: Varsovia- Berlín y Budapest- Viena. Se preveía que el ataque decisivo al corazón del Tercer Reich tendría lugar en enero y febrero de 1945.
- Datos: Q5887806